# مزدلفة
مزدلفة ثالث المشاعر المقدسة التي يمر بها الحجاج في رحلة إيمانية يؤدون فيها مناسك الحج حيث تقع بين مشعري منى وعرفات ويبيت الحجاج بها بعد نفرتهم من عرفات ثم يقيمون فيها صلاتي المغرب والعشاء جمعا وقصرا ويجمعوا فيها الحصى لرمي الجمرات بمنى ويمكث فيها الحجاج حتى صباح اليوم التالي يوم عيد الأضحى ليفيضوا بعد ذلك إلى منى.
والمبيت بمزدلفة واجب، من تركه فعليه كفارة، والمستحب الاقتداء برسول الله في المبيت إلى أن يُصبح، ثم يقف حتى يسفر، ولا بأس بتقديم الضعفاء والنساء، ثم يدفع إلى منى قبل طلوع الشمس.
ويعد مشعر مزدلفة بكاملها موقفاً عدا وادي محسر، وهو موضع بين مزدلفة ومنى يسرع فيه الحجاج في مرورهم.
تحوي ساحات المبيت في مزدلفة كل ما هو مطلوب من الخدمات والمرافق الطبية والصحية والمياه النقية والطرق والإنارة ودورات المياه والاتصالات والتغذية والمراكز الإرشادية والأمنية.

## الموقع
يقع بين مشعر منى وعرفات، وتقدر مساحتها الإجمالية بـ 9,63 كيلو متر مربع، يحدها من الغرب ضفة وادي مُحَسِر الشرقية (و هو واد صغير يمر بين منى ومزدلفة، وهو ما يمر فيه الحاج على الطريق بين منى ومزدلفة) فيكون الوادي فاصلا بينها وبين منى ويحدها من الشرق ما يلي عرفات مفيض المأزمين وهما جبلان بينهما طريق تؤدي إلي عرفات فيما يحدها من الشمال الجبل وهو ثبير النصع، ويقال له أيضا جبل مزدلفة.

## التسمية
يعود سبب تسميتها بمزدلفة وفقا للعلماء والمؤرخين نظرا لنزول الناس بها في زلف الليل، وقيل أيضاً لأن الناس يزدلفون فيها إلى الحرم، كما قيل إن السبب أن الناس يدفعون منها زلفة واحدة أي جميعاً فيما سماها الله المشعر الحرام وذكرها في قوله : (فإذا أفضتم من عرفات فاذكروا الله عند المشعر الحرام).

## مسجد المشعر الحرام
يقع في بداية مزدلفة على قارعة الطريق رقم (5) الذي يفصل بين التل والمسجد، ويبعد عن مسجد الخيف نحو (5) كيلومترات، وعن مسجد نمرة (7) كيلومترات، وكان النبي ينزل عند قبلته
وكان في بداية القرن الثالث الهجري متواضع المساحة والبناء، ولم يكن مسقوفاً وله ستة أبواب، وفي العهد السعودي تمت توسعته وأصبح طوله من الشرق إلى الغرب 90 متراً وعرضه 56 متراً، وبات يستوعب أكثر من 12 ألف مصلٍ، وله منارتان بارتفاع 32 متراً، وله مداخل في الجهات الشرقية والشمالية والجنوبية.

## معرض صور

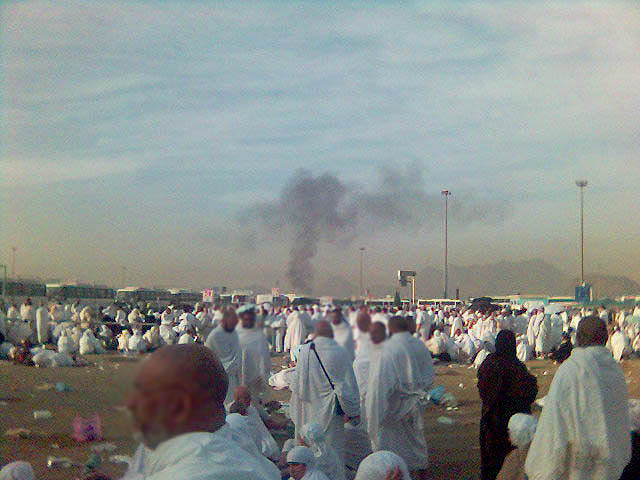
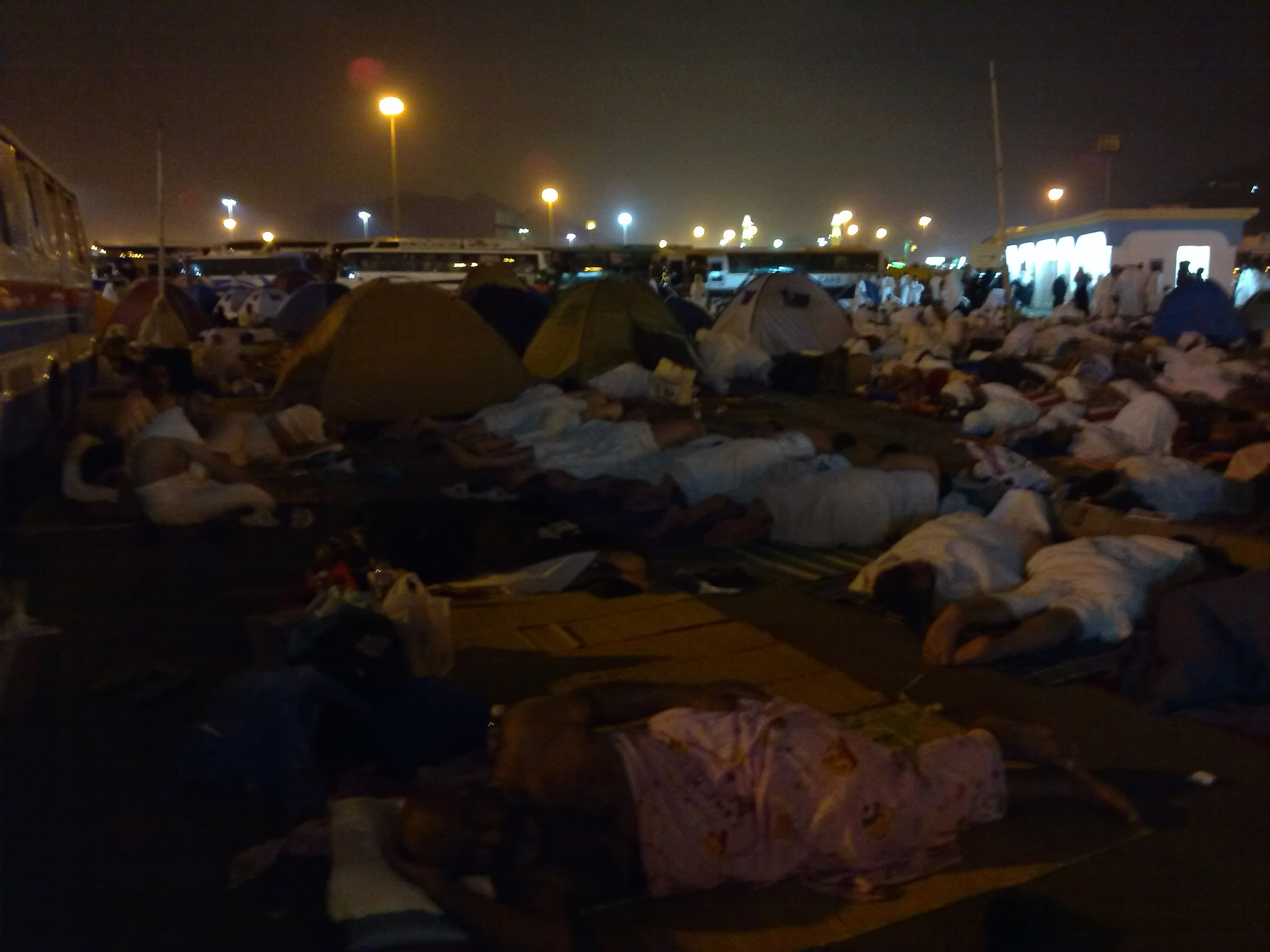
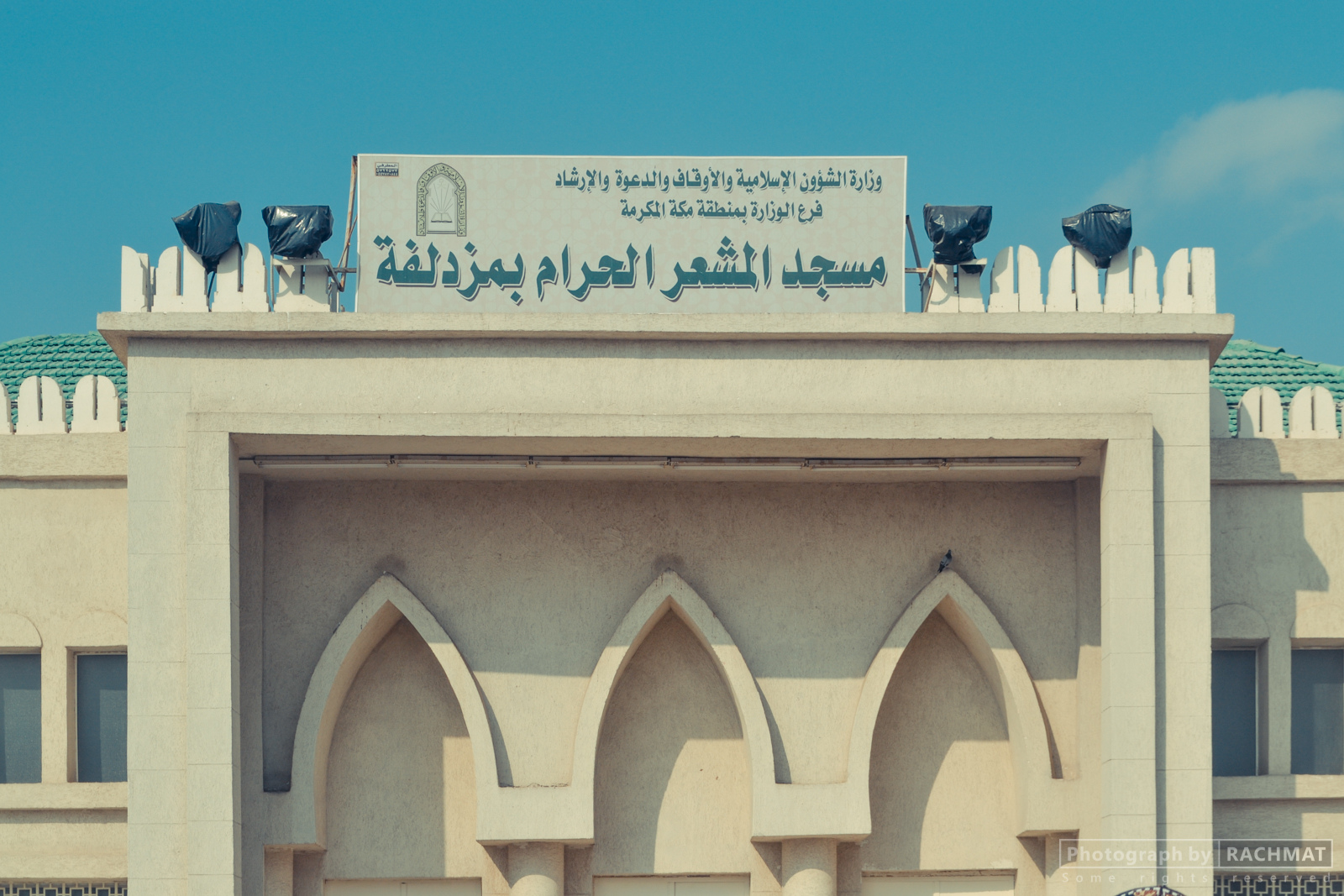